# Korcsolya

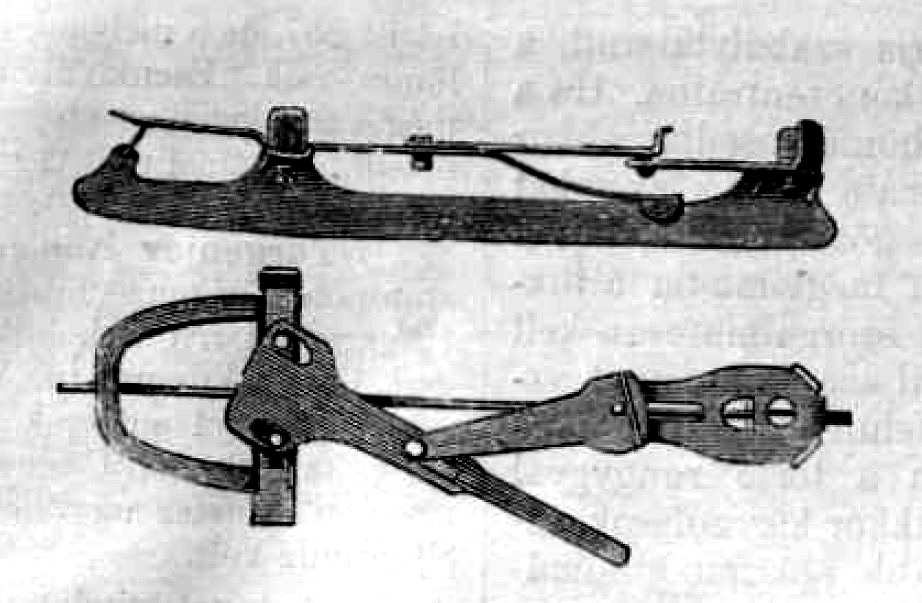
A 19. század közepén megjelentek az első teljesen fémből kovácsolt korcsolyák, a Vasárnapi Ujság illusztrációja 1884-ből

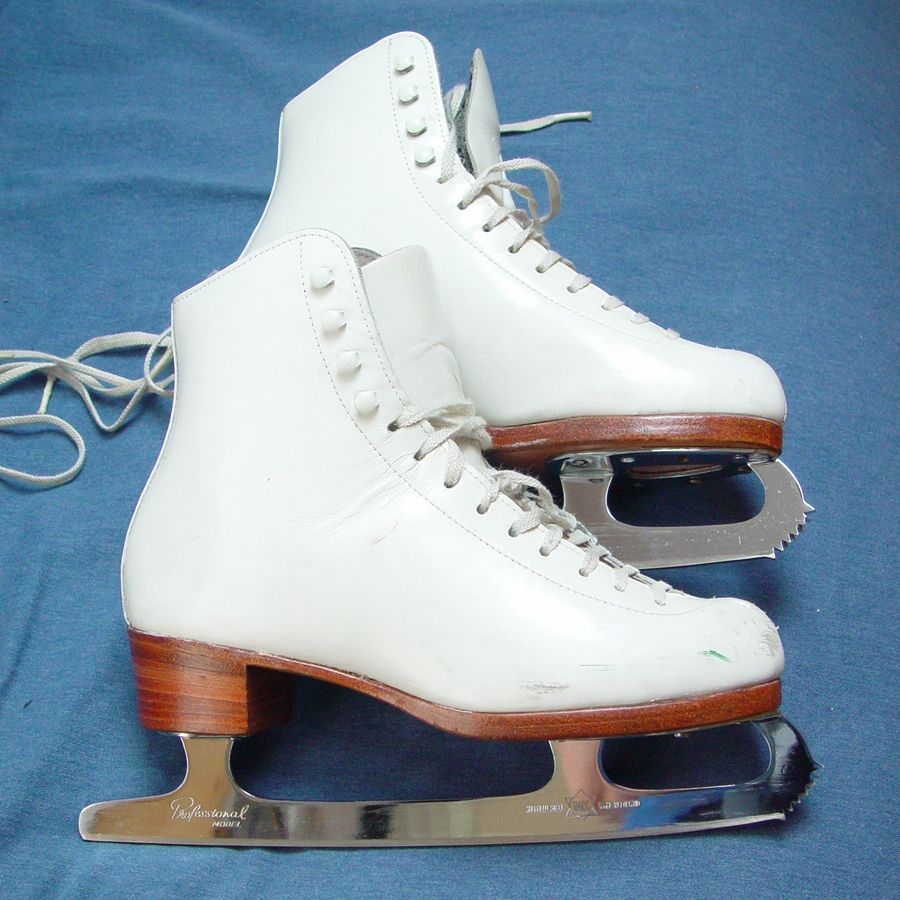
Műkorcsolyák

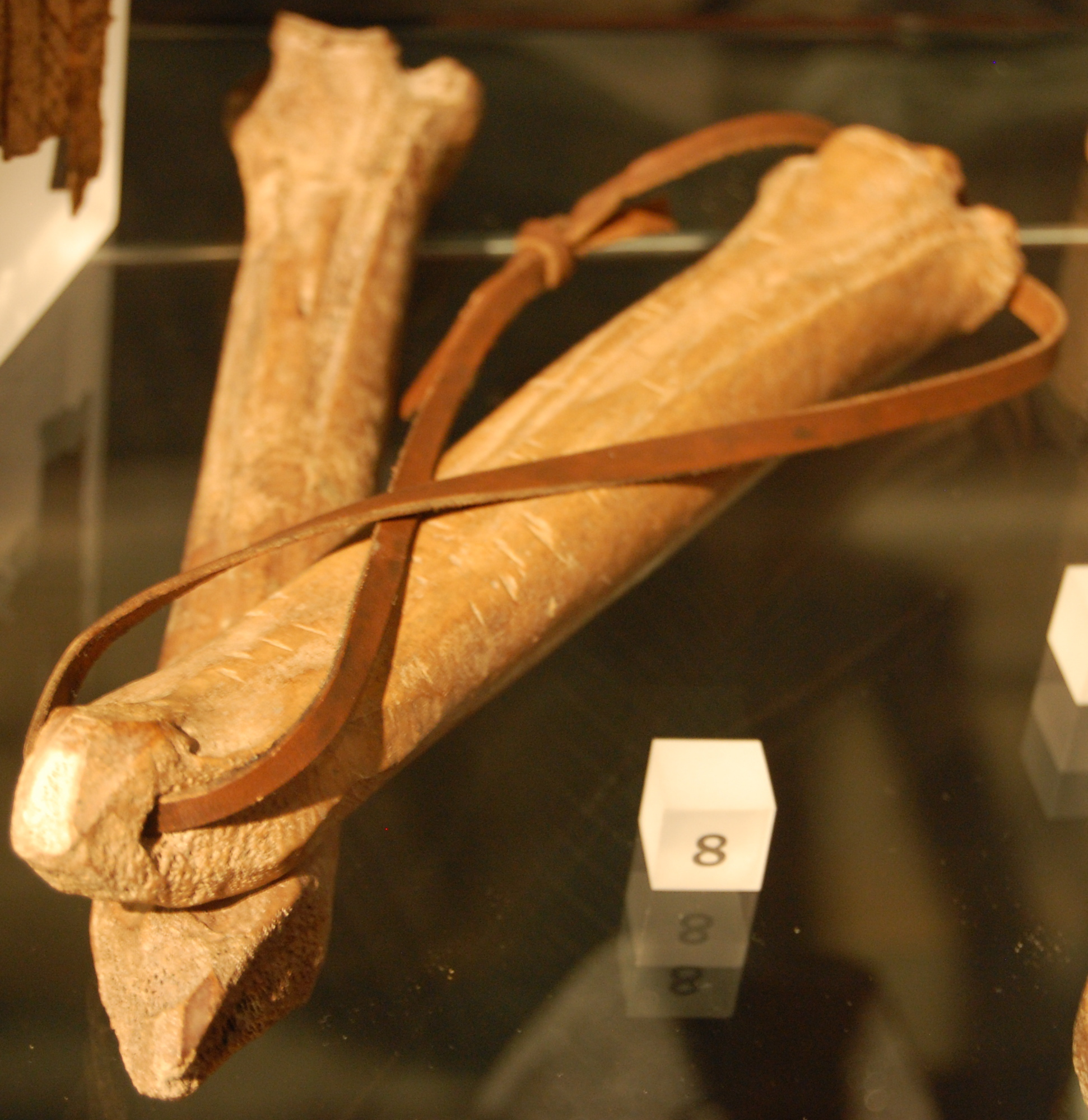
Csontokból készült korcsolya a középkorból

A korcsolya a jégen való gyors tovahaladás eszköze. Acélkorcsolyát először valószínűleg a skandinávok használtak.
A ma használatos korcsolyák a hollandoktól és amerikaiaktól nyerték alakjukat. Kezdetben az acél talpfára volt erősítve és szíjakkal kötötték a lábra. Újabban az egész korcsolya acélból készül, és számos leleményes módon erősíthető a lábra. A korcsolyák aszerint, hogy műkorcsolyázásra vagy tovahaladásra használtatnak, két csoportra oszlanak.
A könnyű és gyors tovahaladásra olyan korcsolyák alkalmasak, melyeknek hosszú talpuk van és csaknem egészen ráfekszenek a jégre. A frízek korcsolyáinak hossza 30–40 cm és tangense (a jeget érő lapja) 10–20 cm. Az ilyen korcsolyák éle 2–3 mm. Keskeny és a belső éle 1/3 mm-rel magasabb mint a külső, hogy a jégbe jobban belekapaszkodjon.
A műkorcsolyázásra ezzel szemben olyan korcsolya alkalmas, melynek tangense 1/2-2 milliméternyi. A számos korcsolyatalálmány között két magyar is van. Pirovits Aladár a kezdő korcsolyázók számára egy egyenes és széles talpú korcsolyát szerkesztett (Excelsior), Rohonczy Gedeon Columbus korcsolyája könnyű felcsatolhatóságáért volt kedvelt sporteszköz.
A korcsolya fajtáját tekintve sem mindegy mit húzunk a lábunkra, mivel táncosabb mozgásokhoz inkább alacsonyabb szárú, míg ugrásokhoz (Axel, Salchow, Rittberger, Flip, Toe-loop, Lutz) magasabb szárú korcsolyát használunk.
Korcsolya volt a neve a szálfák és fűrésztönkök vontatásánál használt, a talaj erősebb feltúrásának és a súrlódás jelentékenyebb csökkentése miatt használatos eszköznek is, amelyre a kivágott szálfa előre menő végét tették és láncos szeggel hozzáerősítették.
Korcsolyának nevezték azt a létraszerű állványt is, amellyel régen a boroshordókat a szekérről óvatosan leeresztették.